# Petit Chionis
Chionis minor
Espèce
Statut de conservation UICN

 LC  : Préoccupation mineure
Le Petit Chionis (Chionis minor) est une espèce d'oiseau de la famille des Chionidae que l'on rencontre dans les îles sub-antarctiques.

## Description
Ressemblant à un pigeon, le Petit Chionis a un corps trapu, un cou court, un plumage entièrement blanc où tranchent un bec, des caroncules et des plumes faciales noirs.
Cet oiseau mesure 38 à 41 cm de longueur pour une envergure de 74 à 79 cm et une masse de 530 à 610 g pour le mâle et de 460 à 530 g pour la femelle

## Répartition et sous-espèces
D'après la classification de référence (version 14.1, 2024) de l'Union internationale des ornithologues, le Petit Chionis possède 4 sous-espèces (ordre philogénique) :
- Chionis minor marionensis (Reichenow, 1908) : îles du Prince-Édouard ;
- Chionis minor crozettensis (Sharpe, 1896) : îles Crozet ;
- Chionis minor minor (Hartlaub, 1841) : îles Kerguelen ;
- Chionis minor nasicornis (Reichenow, 1904) : îles Heard-et-MacDonald.

Les individus que l'on trouve sur ces dernières forment une sous-espèce endémique, Chionis minor nasicornis.

## Habitat
Chionis minor est inféodé au littoral et aux zones intertidales des îles sub-antarctiques, en particulier autour des colonies d'autres oiseaux de mer ou de phoques, mais également à proximité des habitations.

## Régime alimentaire
Le Petit Chionis est un opportuniste qui peut être tour à tour omnivore, prédateur ou charognard. Il s'alimente de débris rejetés sur la côte, d'algues et autres végétaux, mais aussi d'invertébrés, de poissons, d'œufs ou de poussins d'oiseaux de mer, lait de phoques, sang, placenta, charogne, matières fécales, souris et ordures ménagères. C'est également un cleptoparasite qui peut dérober la nourriture que les parents de manchot régurgitent à leurs poussins.

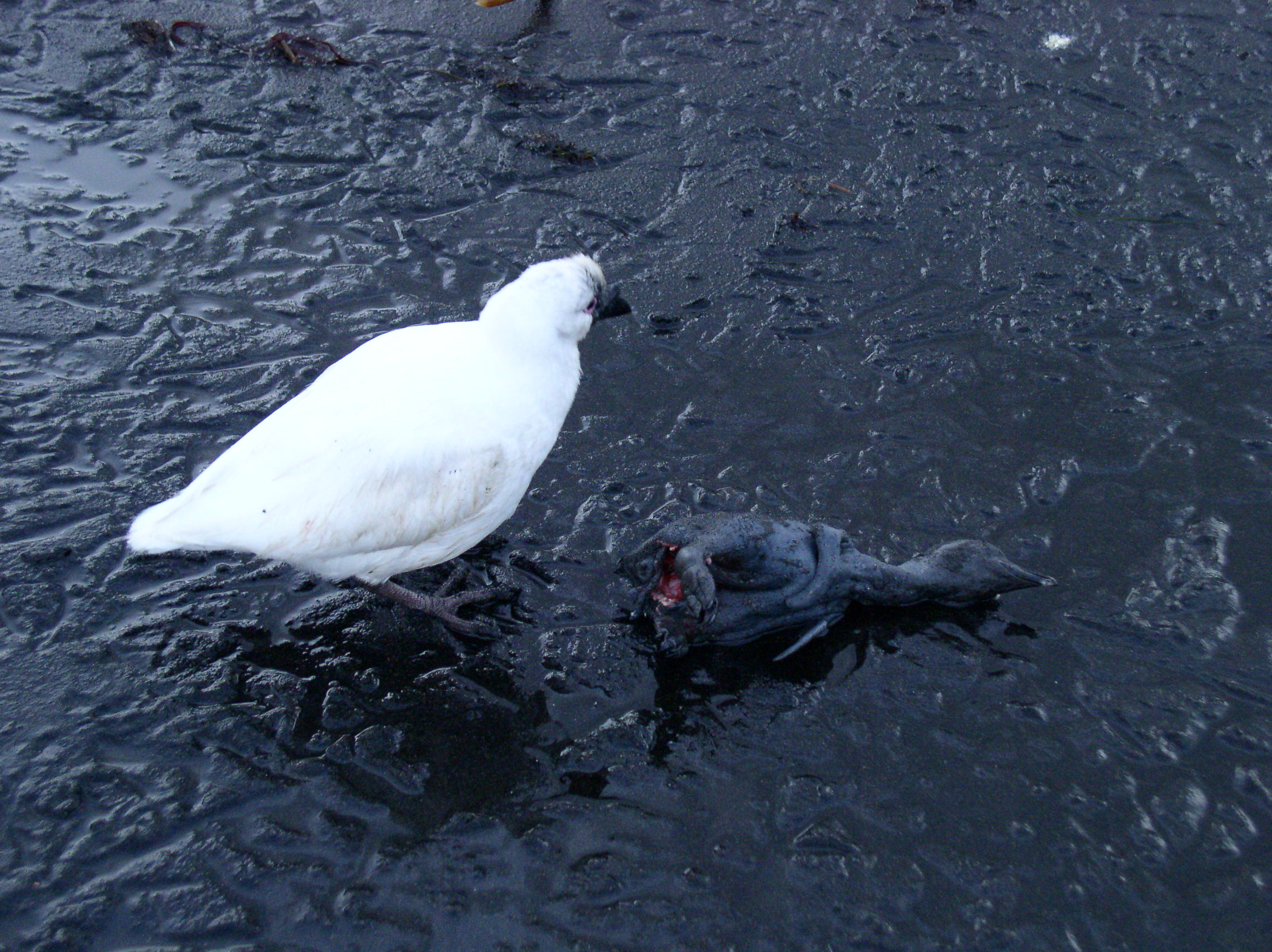
Chionis minor se nourrissant sur un cadavre de poussin de manchot royal (île de la Possession).
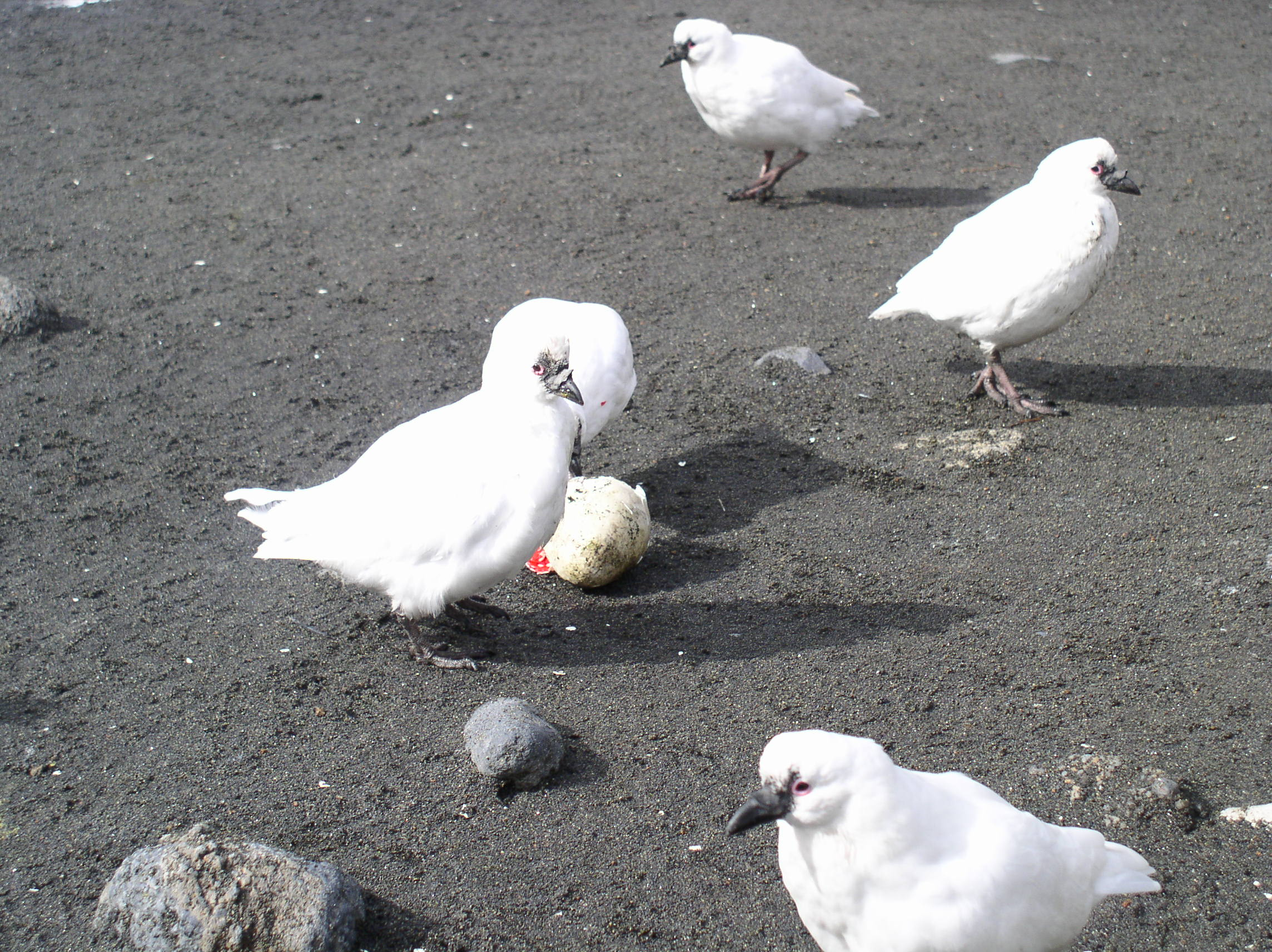
Chionis minor se nourrissant sur un œuf de manchot royal (île de la Possession).
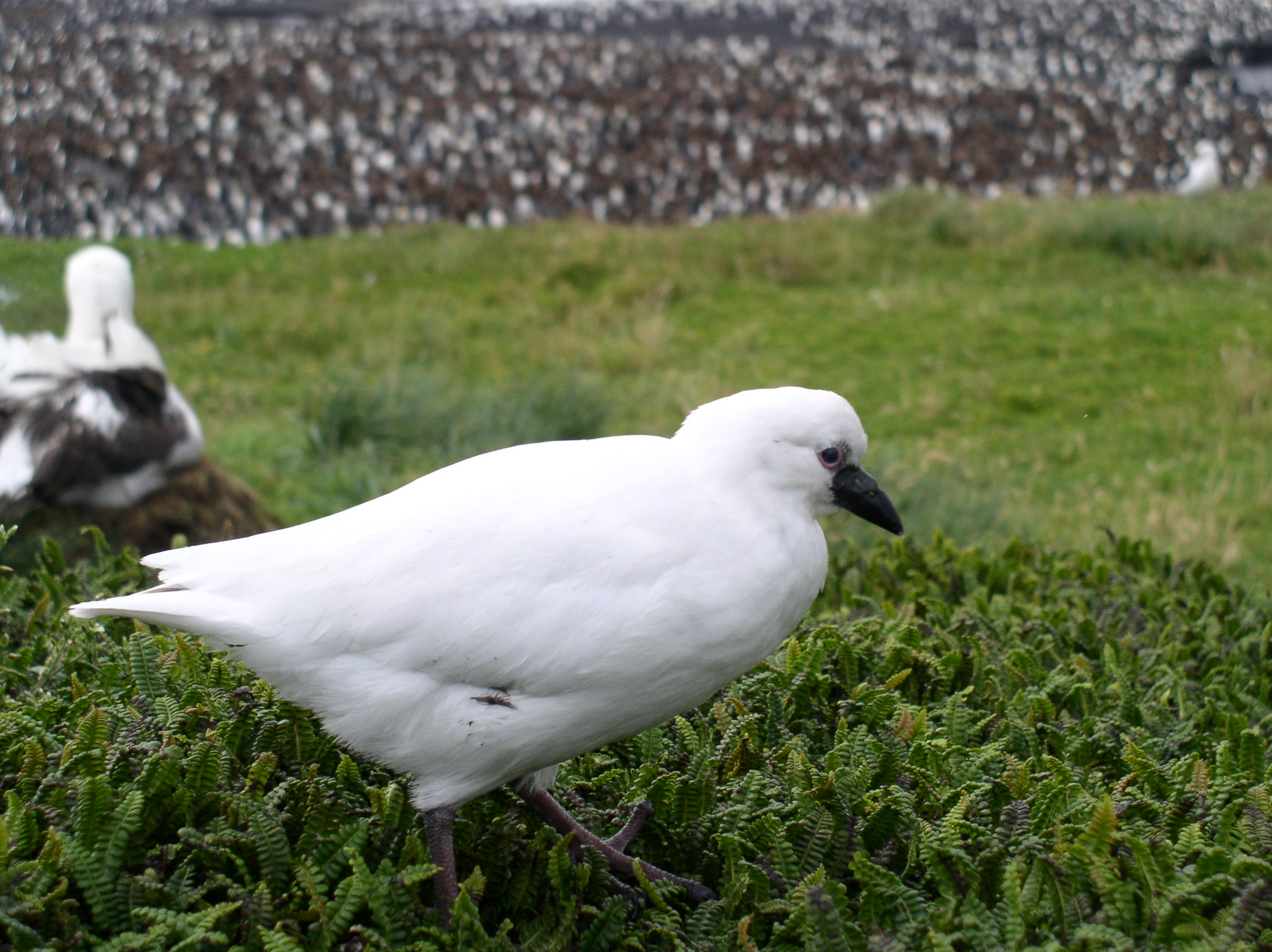
Chionis minor à proximité d'une manchotière (île de la Possession).

## Reproduction

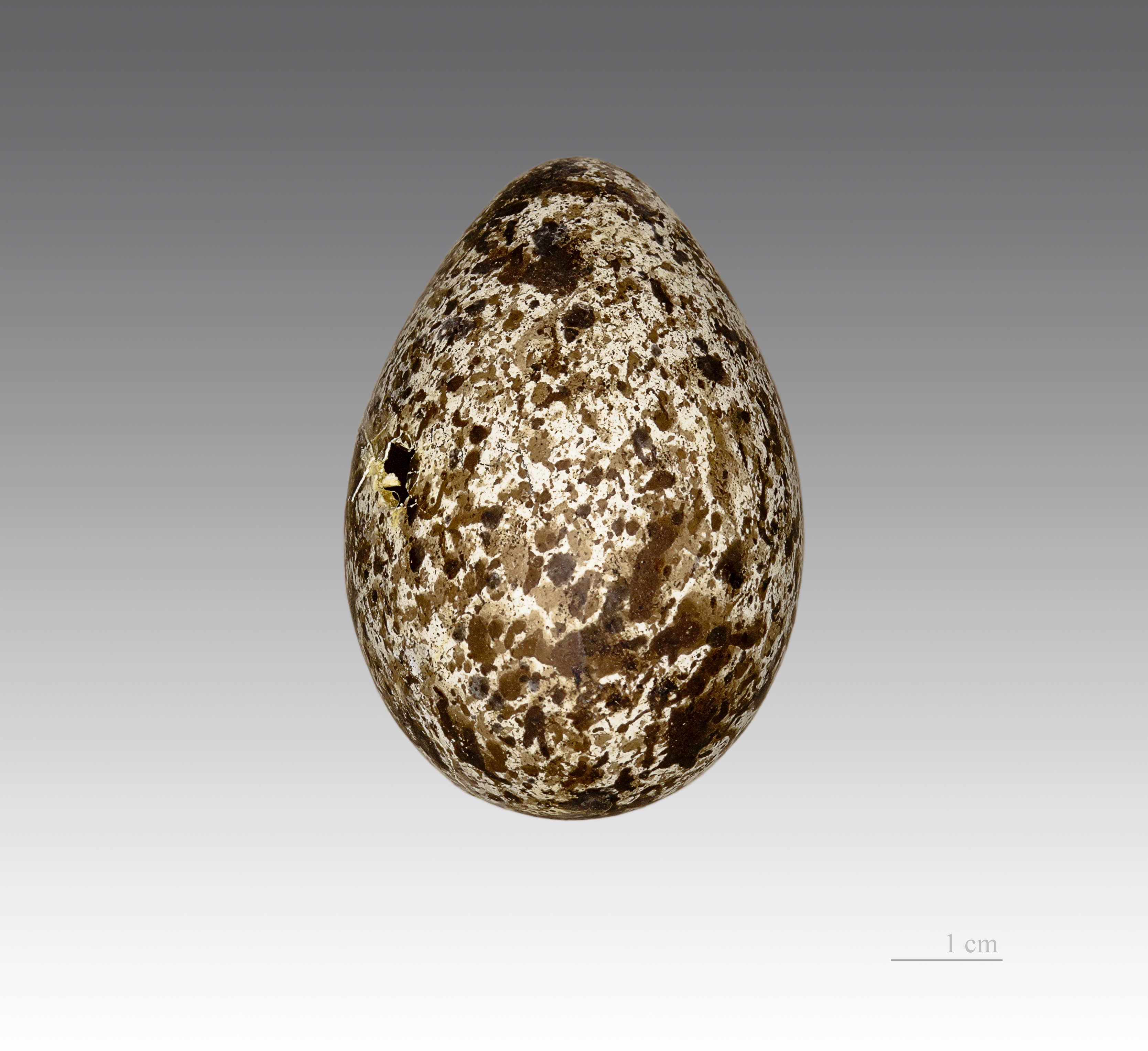
Chionis minor - Muséum de Toulouse

Chionis minor niche dans les crevasses, les grottes ou sous des rochers sur un amas désordonné de végétaux et de débris des colonies d'oiseaux marins et de phoques.
La femelle pond deux ou trois œufs blanc-crème, marbrés ou mouchetés de brun. La période d'incubation dure environ 30 jours. Les jeunes sont semi-précoces et nidicoles. Ils prennent leur envol une cinquantaine de jours après l'éclosion et sont aptes à se reproduire entre trois et cinq ans.

## Environnement
Cette espèce n'est pas considérée comme en danger dans la mesure où aucune baisse significative de la population n'a été observée. Toutefois des risques pèsent sur elle, notamment les effets de la concentration des produits toxiques et l'introduction de nouveaux prédateurs sur son territoire.